# Similitudine nel piano complesso
Si definisce similitudine nel piano complesso, di rapporto {\displaystyle k}, con {\displaystyle k} numero reale non nullo, la composizione di un'isometria (si veda trasformazione geometrica piana) del piano complesso e di una omotetia nel piano complesso di rapporto {\displaystyle k}.
Le similitudini nel piano complesso possono essere suddivise in similitudini dirette e similitudini inverse.

## Similitudine diretta
È la trasformazione data da
{\displaystyle {\begin{aligned}\Sigma \colon \mathbb {C} &\longrightarrow \mathbb {C} \\z&\longmapsto z'=az+b,\end{aligned}}}
con {\displaystyle |a|=k} e {\displaystyle a,b\in \mathbb {C} }.

### Proprietà
Si osserva che:
- se {\displaystyle a=1} e {\displaystyle b=0}, la trasformazione è l'identità {\displaystyle z'=z} e tutti i punti del piano complesso sono uniti (si veda trasformazione geometrica piana);
- se {\displaystyle a=1} e {\displaystyle b\neq 0}, la trasformazione è una traslazione {\displaystyle z'=z+b}, quindi nessun punto è unito;
- se {\displaystyle a\neq 1}, la trasformazione ha un solo punto unito {\displaystyle W} corrispondente del numero complesso {\displaystyle w} soluzione dell'equazione {\displaystyle w=aw+b}, cioè

{\displaystyle w={\frac {b}{1-a}}.}

### Esempio
Studio della trasformazione {\displaystyle z'=2(1-i)z-3i}.
Questa è una similitudine diretta relativa ai parametri:
{\displaystyle a=2(1-i)} e {\displaystyle b=-3i.}
Il numero complesso {\displaystyle w} corrispondente al punto unito si ottiene risolvendo l'equazione {\displaystyle w=2(1-i)w-3i}.
Svolgendo i calcoli quindi
{\displaystyle w={\frac {-3i}{1-2\left(1-i\right)}}={\frac {3i}{1-2i}}={\frac {3i\left(1+2i\right)}{5}}=-{\frac {6}{5}}+{\frac {3}{5}}i.}

## Similitudine indiretta
È la trasformazione data da
{\displaystyle {\begin{aligned}\Sigma \colon \mathbb {C} &\longrightarrow \mathbb {C} \\z&\longmapsto z'=a{\overline {z}}+b,\end{aligned}}}
con {\displaystyle |a|=k} e {\displaystyle a,b\in \mathbb {C} }.